# Panfilovskaja
Panfilovskaja (Russisch: Панфиловская) is een station aan de tweede ringlijn in de Russische hoofdstad Moskou. Het station ligt aan het zuidelijke uiteinde van het emplacement van Serebrjany Bor. Tijdens de renovatie van de lijn is de werknaam Chodynka gebruikt voor dit station, bij de opening heeft het station de naam Panfilovskaja gekregen. Serebrjany Bor kende tot 1930 personenvervoer, maar dat station is niet hergebruikt en Panfilovskaja kan worden gezien als de moderne vervanger. Door de nieuwe ligging van de perrons is de loopafstand tussen het station en het metrostation Oktjabrskoje Pole gereduceerd tot 400 meter.